# Acacia jonesii
Acacia jonesii là một loài thực vật có hoa trong họ Đậu. Loài này được F.Muell. & Maiden miêu tả khoa học đầu tiên.